# Lo (Zweden)
Lo is een plaats in de gemeente Alingsås in het landschap Västergötland en de provincie Västra Götalands län in Zweden. De plaats heeft 123 inwoners (2005) en een oppervlakte van 41 hectare.